# 凱奧斯冰川
69°1′S 78°0′E / 69.017°S 78.000°E
凱奧斯冰川是南極洲的冰川，處於布朗斯冰川以南7公里，最終注入蘭維克灣中部，該冰川由挪威製圖師根據探險隊繪入地圖。